# Mario Lavagetto
Mario Lavagetto (Parma, 14 luglio 1939 – Parma, 29 novembre 2020) è stato un critico letterario italiano.

## Biografia
Laureatosi con Giacomo Debenedetti, unì alla sensibilità critica del maestro un interesse personale per la psicoanalisi, nei suoi rapporti con l'attività creativa e letteraria.

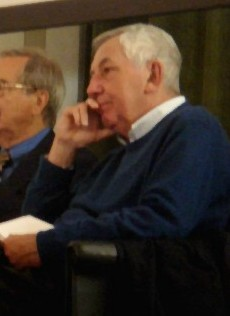
Mario Lavagetto nel 2010

Insegnò al "Liceo Classico Romagnosi" di Parma, all'Università di Sassari e all'Università di Bologna, dove tenne la cattedra di Teoria della Letteratura dal 1984. Nel 1997 vinse il Premio Natalino Sapegno e il Premio Cesare Musatti. Si occupò in particolare di Umberto Saba, Italo Svevo, Marcel Proust, Stendhal, Honoré de Balzac, Edmond de Goncourt, Jules de Goncourt, Giovanni Boccaccio, Salimbene de Adam, Federico De Roberto, Giuseppe Verdi, Arrigo Boito (e in generale di libretti d'opera), Bruno Barilli, Italo Calvino, in particolare della sua raccolta di fiabe italiane. Sul genere fiaba si segnalò anche per una propria scelta più generale nella letteratura italiana, presso "I Meridiani" di Mondadori.
Come curatore fu fondamentale il suo lavoro su Svevo, con una raccolta presso la "Biblioteca dell'Orsa" (1988) e nella "Biblioteca della Pléiade" di Einaudi (1988) oltre all'opera omnia presso "I Meridiani" di Arnoldo Mondadori Editore (2006).
Con il saggio Quel Marcel! vinse il Premio Viareggio 2011.
Fu anche traduttore dal francese.
Lavagetto è morto nell'autunno del 2020 all'età di 81 anni, per problemi renali, rimasti irrisolti nonostante un trapianto.

## Opere

### Saggi
- La gallina di Saba, Einaudi, Torino 1974 (collana La ricerca letteraria) e 1989 ISBN 88-06-11412-3
- L'impiegato Schmitz e altri saggi su Svevo, Einaudi, Torino 1976 e 1986 ISBN 88-06-59162-2
- Un caso di censura: il Rigoletto, Il formichiere, Milano 1979; poi Bruno Mondadori, Milano 2010
- Quei più modesti romanzi: il libretto nel melodramma di Verdi, Garzanti, Milano 1979; poi Edt, Torino 2003 ISBN 88-7063-695-X
- Freud, la letteratura e altro, Einaudi, Torino 1985 e 2001 ISBN 88-06-15901-1 ISBN 88-06-58537-1
- Stanza 43. Un lapsus di Marcel Proust, Einaudi, Torino 1991 ISBN 88-06-12372-6
- La cicatrice di Montaigne. Sulla bugia in letteratura, Einaudi, Torino 1992 ISBN 88-06-12883-3 ISBN 88-06-15902-X
- La macchina dell'errore. Storia di una lettura, Einaudi, Torino 1996 ISBN 88-06-14260-7
- Palinsesti freudiani. Arte, letteratura e linguaggio nei "Verbali" della "Società psicoanalitica di Vienna" 1906-1918, Bollati Boringhieri, Torino 1997 ISBN 88-339-1076-8
- Dovuto a Calvino, Bollati Boringhieri, Torino 2001 ISBN 88-339-1312-0
- Lavorare con piccoli indizi, Bollati Boringhieri, Torino 2003 ISBN 88-339-1462-3
- Eutanasia della critica, Einaudi, Torino 2005 ISBN 88-06-17900-4
- Variazioni su una metafora, Monte università, Parma 2008
- Quel Marcel! Frammenti dalla biografia di Proust, Einaudi, Torino 2011 ISBN 978-88-06-20426-6
- Oltre le usate leggi. Una lettura del Decameron, Collezione Saggi, Torino, Einaudi, 2019, ISBN 978-88-062-4242-8.

### Curatele
- Per conoscere Saba, Oscar Mondadori, Milano 1981
- Il testo moltiplicato. Lettura di una novella del "Decameron", Pratiche Editrice, Parma 1982
- Italo Svevo, Zeno, Einaudi, Torino 1988 ISBN 88-06-59875-9
- Il testo letterario. Istruzioni per l'uso, Laterza, Bari 1996 (in partic. l'art. "Analizzare", pp. 177–216) ISBN 88-420-5094-6 ISBN 978-88-420-7360-4
- Arrigo Boito, Opere, Garzanti, Milano 1999 ISBN 88-11-58229-6
- Edmond e Jules Huot de Goncourt, Diario: memorie di vita letteraria 1851-96, Garzanti, Milano 1992 ISBN 88-11-58482-5
- Italo Svevo, Tutte le opere, Collezione I Meridiani, Mondadori, Milano 2004 ISBN 88-04-52364-6
- Giacomo Debenedetti, Proust, Bollati Boringhieri, Torino 2005 ISBN 88-339-1628-6
- Racconti di orchi, di fate e di streghe: la fiaba letteraria in Italia, Collezione I Meridiani, Mondadori, Milano 2008 ISBN 978-88-04-57388-3
- Sigmund Freud, Racconti analitici, Collezione i Millenni, Einaudi, Torino 2011 ISBN 978-88-06-18586-2

### Introduzioni
- Bruno Barilli, Il sorcio nel violino, Einaudi, Torino 1982 ISBN 88-06-05450-3
- Federico De Roberto, I Viceré, Garzanti, Milano 1983 ISBN 88-11-58144-3
- Jacques Rivière, Proust e Freud: alcuni progressi nello studio del cuore umano, Pratiche Editrice, Parma 1985 ISBN 88-7380-061-0
- Umberto Saba, Tutte le poesie, Mondadori, Milano 1988 ISBN 88-04-30106-6
- Italo Calvino, Fiabe italiane, Mondadori, Milano 1993 ISBN 88-04-37350-4
- Giacomo Debenedetti, Saggi critici. Terza serie, Marsilio, Venezia 1994 ISBN 88-317-5468-8
- Umberto Saba, Tutte le prose, Collezione I Meridiani, Mondadori, Milano 2001 ISBN 88-04-48936-7
- Salimbene de Adam, Cronaca, trad. Giuseppe Tonna, Diabasis, Reggio Emilia 2006 ISBN 88-8103-396-8

### Traduzioni
- Stendhal, Il rosso e il nero, Introd. e trad. di M. Lavagetto, Garzanti, Milano 1968 e 1992 ISBN 88-11-58431-0